# Костохори
Костохори (грч. Κωστοχώρι) је насељено место у општини Бер у периферији Средишња Македонија, Грчка. Према попису из 2021. године било је 30 становника.
Према бугарском географу и историчару, Василу Канчову, у Костохорију је 1900. године живело 55 Грка хришћана. Костохори је старо село које је уништено током Негушког устанка 1822. године, али је касније обновљено. После 1923. године насељено је 35 грчких избегличких породица из Турске, укупно 115 особа. Село се раније звало Костемар.